# 76-мм корабельна гармата 3"/50
76-мм корабельна гармата 3"/50 (англ. 3-inch/50-caliber gun, вимовляється як «тридюймова п'ятдесятого калібру») — американська універсальна корабельна гармата, що перебувала на озброєнні різних типів бойових, допоміжних кораблів і суден військово-морських сил США майже століття, з 1900 до 1990 року й служила у найнапруженіші моменти події Першої, Другої світових та Холодної війн. Артилерійська система 3"/50 надійшла на озброєння американського флоту у 1900 році та використовувалася спочатку як допоміжне озброєння дредноутів, головне — есмінців, підводних човнів, а з часів Першої світової війни як основна зенітна гармата на ескадрених міноносцях, підводних човнах та ескортних кораблях, що перебували на озброєнні ВМС США протягом XX століття.

## Кораблі, озброєні 76-мм корабельною гарматою 3"/50
| - Броненосці типу «Індіана» - Панцерники класу «Коннектикат» - Додредноути типу «Міссісіпі» - Лінійні кораблі типу «Нью-Йорк» - Лінійні кораблі типу «Невада» - Лінійні кораблі типу «Пенсильванія» - Лінійні кораблі типу «Саут Керолайна» - Пре-дредноути типу «Вірджинія» - Важкі крейсери типу «Балтимор» - Легкі крейсери типу «Честер» - Крейсери типу «Белкнап» | - Броненосні крейсери типу «Пенсильванія» - Броненосні крейсери типу «Теннессі» - Крейсери типу «Сент-Луїс» - Ескадрені міноносці типу «Бейнбрідж» - Ескадрені міноносці типу «Вікс» - Ескадрені міноносці типу «Полдінг» - Ескадрені міноносці типу «Сміт» - Ескадрені міноносці типу «Тракстан» - Ескадрені міноносці типу «Аллен М.Самнер» - Ескадрені міноносці типу «Сміт» - Ескадрені міноносці типу «Сміт» - Ескадрені міноносці типу «Сміт» - Кораблі управління класу «Блу Рідж» | - R (тип підводних човнів США) - Підводні човни типу «Балао» - Підводні човни типу «Порпос» - Підводні човни типу «Салмон» - Підводні човни типу «Сарго» - Підводні човни типу «Тамбор» - Підводні човни типу «Макрель» - Підводні човни типу «Гато» - Ескортні міноносці типу «Евартс» - Ескортні міноносці типу «Баклі» | - Ескортні міноносці типу «Кеннон» - Ескортні міноносці типу «Едсалл» - Ескортні міноносці типу «Клауд Джонс» - Фрегати типу «Кептен» - Фрегати типу «Такома» - Фрегати типу «Колоні» - Тральщики типу «Адмірабл» - Тральщики типу «Ок» - Тральщики типу «Рейвен» - Мисливці за підводними човнами типу PC-461 |

## Зброя схожа за ТТХ та часом застосування
- 76-мм корабельна гармата Škoda 7 cm K10
- 76-мм корабельна гармата QF 12-pounder 12 cwt
- 76-мм корабельна гармата QF 12-pounder 18 cwt
- 76-мм зенітна гармата QF 3-inch 20 cwt
- 76-мм корабельна гармата da 76/45 S 1911
- 76-мм гармата 76/40 Model 1916
- 76-мм зенітна гармата зразка 1914/15 років
- 76-мм зенітна гармата зразка 1935 року (34-К)
- 76-мм зенітна гармата FlaK L/30
- 77-мм легка зенітна гармата M1914
- 76-мм зенітна гармата L/45 M/32
- 76-мм корабельна гармата Mark 3"/23
- 75-мм корабельна гармата de 75 mm modèle 1908
- 65-мм корабельна гармата de 65 mm Modèle 1891
- 76-мм зенітна гармата Škoda L/50
- 76-мм зенітна гармата Tahun Ke-3
- 76-мм корабельна гармата Type 98